# Прапорець (елемент GUI)

Приклади прапорців.

У програмуванні, прапорець (англ. Checkbox) — це елемент графічного інтерфейсу користувача (GUI), що дозволяє користувачу зробити множинний вибір з декількох варіантів. Також застосовують термін  перемикач (проте дана назва застосовується і для позначення радіокнопок), поширені галочки та англіцизм чекбокс.
Як правило, прапорці відображаються на екрані у вигляді квадрата невеликого розміру, який може мати два стани ☐ «вимкнено» (пусто) та ☑ «ввімкнено» (встановлено — галочка або хрестик). В термінах програмування логічні стани true (істина, 1) або false (хибно, 0). Заголовок, що описує зміст прапорця зазвичай зображається поруч із прапорцем. Змінити стан прапорця можна натисканням миші або за допомогою клавіш, зокрема, пробілом.

## Третій стан прапорця
Деякі прикладні програми використовують прапорці, які додатково мають ще один стан — «невизначений». Це третій стан зображається у вигляді квадрату або тире в полі і вказує, що його стан не є ні «ввімкнутим», ні «вимкнутим». Це найбільш часто використовується, коли прапорець прив'язаний до колекції елементів. При його встановленні усі елементи колекції одержують аналогічний стан.

## HTML
У вебформах HTML є відповідний тег  <input type="checkbox"> , що використовується для зображення прапорця.

## Unicode
В Unicode, порожній і відмічений прапорці представлені кодами U +2610 ( ☐, "BALLOT BOX"), U +2611 ( ☑, 'BALLOT BOX WITH CHECK'), і U +2612 (☒,'BALLOT BOX WITH X').